# Daniel Schwaab
Daniel Schwaab (Waldkirch, Alemania Federal, 23 de agosto de 1988) es un exfutbolista alemán que jugaba como defensa.

## Trayectoria
Tras el final de su contrato con el Bayer 04 Leverkusen fue transferido el 1 de julio de 2013 al VfB Stuttgart.
Al término de la temporada 2019-20 abandonó el PSV Eindhoven tras finalizar su contrato. Ese sería su último equipo ya que el 22 de octubre de 2020 anunció su retirada.

## Selección nacional
Fue internacional con la selección de fútbol sub-21 de Alemania, disputando 24 partidos y marcando 1 gol.

## Clubes
| Club                | País         | Año       |
| ------------------- | ------------ | --------- |
| S. C. Friburgo      | Alemania     | 2006-2009 |
| Bayer 04 Leverkusen | Alemania     | 2009-2013 |
| VfB Stuttgart       | Alemania     | 2013-2016 |
| PSV Eindhoven       | Países Bajos | 2016-2020 |

## Palmarés

### Títulos nacionales
| Título                        | Club           | País         | Año  |
| ----------------------------- | -------------- | ------------ | ---- |
| 2. Bundesliga                 | S. C. Friburgo | Alemania     | 2009 |
| Supercopa de los Países Bajos | PSV Eindhoven  | Países Bajos | 2016 |
| Eredivisie                    | PSV Eindhoven  | Países Bajos | 2018 |

### Títulos internacionales
| Título          | Club (*)        | País   | Año  |
| --------------- | --------------- | ------ | ---- |
| Eurocopa sub-21 | Alemania sub-21 | Suecia | 2009 |

(*) Incluyendo la selección.